# Hsipaw

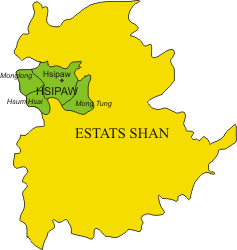
Mapa de situació de l'estat shan de Hsipaw

Hsipaw (birmà Thibaw) és un dels Estats Shan a Myanmar, el segon més gran dels 34 amb una superfície de 8.188 km². Té uns 200.000 habitants i 8.345 km². Té a l'oest la província o divisió de Mandalay. La capital és la ciutat de Hsipaw però fins al segle xviii fou On Baung. Està format per quatre subestats que foren units sota un príncep (el de Hsipaw) pels britànics. El Hsipaw propi ocupa la meitat de l'estat. Al nord-oest hi ha l'estat de Monglong (Mainglone) i al sud-oest el de Hsum Hsai (Thonze); i al sud-est hi ha el de Mongtung (Maingtone). Els subestats foren regits per Myosa (una segona categoria de prínceps) càrrec que sovint era donat als hereus del principat de Hsipaw. La segona ciutat és Baw Gyo a 10 km a l'oest de la capital, seu d'una pagoda important del shan (grup Pwe). El riu principal és el Namtu o Nam Tu, que neix a la gorja de Gokteik) i passa per la capital. L'estat produeix principalment arròs i te. És poblat pels shans amb minories de birmans, danu, katxin, palaung i taungthu. A l'estat es va desenvolupar la cultura Yun-Tai, propera a la del regne d'Ayuthya, amb elements de la cultura birmana de Mandalay.

## Història
Al segle xvi durant la descomposició del regne birmà de Pagan, el príncep d'On Baung, Sao Khun Mong, va ser proclamat rei a Ava. Va deixar alguns fills i germans al front d'alguns estats shan i va anar a Ava on fou coronat el 1543. Tres anys després el va succeir el seu fill príncep de Mongpai, que aviat fou deposat per una revolta i va fugir a Pegu on era rei Bayinnaung, però aquest el va voler empresonar, i llavors va fugir a On Baung on governava un oncle; Bayinnaung amb un exèrcit es va presentar a Hsipaw i el príncep i d'altres prínceps shan van haver de reconèixer la seva sobirania per conservar el tron, i va haver de cedir una part del principat inclòs Mogok (amb mines de robis) però a canvi el príncep va ser reconegut com a preeminent sobre els altres prínceps shan.
La dinastia d'On Baung va continuar sota tribut de la dinastia birmana. El 1714 van canviar la capital a Hsipaw. Sao Kya Tung fou fet saofa pel rei de Birmània com a recompensa per la seva ajuda contra Pagan. En temps del rei de Birmània Thibaw (1878-1885) el 18è príncep Sao Hkun Saing, acusat de la mort de dos criats, va abandonar el país i va anar a Siam i després a Yangon on va fer de joier i fou empresonat (1882) i, alliberat, se'n va anar a un dels principats Karenni on va reunir uns quants homes que li va donar el cap Karenni Salapaw i va tornar a Hsipaw que va trobar amb plena anarquia; després d'establir el seu poder, el març de 1886, va anar a Mandalay i es va sotmetre als britànics (fou el primer príncep que es va sotmetre el 1886) que a canvi li van retornar el seu principat i tres més. Va morir el 8 de maig de 1902. El seu successor, el seu fill Sao Hke, va tenir el títol de Sir, i va ser famós per la seva generositat i pel gran nombre de dones que va tenir igual que el seu fill Sao On Kya.
La dinastia On Baung va governar fins que el darrer sawpwa que va exercir el poder, va abdicar el 1959, i després fou una de la Repúbliques de la unió d'Estats Shan que constituïren l'Estat Shan, amb vocació d'independència, però formant part de Myanmar.

### Sawpaws de Hsipaw
- Sao Hswe Kya 1788 - 1809
- Sao Hkun Hkwi 1809 - 1843
- Sao Hkun Paw 1843 - 1853
- Sao Kya Htun 1853 - 1866
- Sao Kya Hkeng 1866 - 1881
- vacant 1881- 1886
- Sao Hkun Saing 1886 - 1902
- (Sir) Sao Hke 1902 - 1928
- Sao On Kya 1928 - 1959